# تاريح تفكيري
التاريخ التفكيري عبارة عن مجموعة من مهارات القراءة والكتابة النقدية لتقييم وتحليل وثائق المصدر الأولية لبناء حساب مفيد للماضي. قامت تجربة واسعة النطاق في المدارس الثانوية في سان فرانسيسكو بمقارنة التعليم التقليدي القائم على الكتب المدرسية مع التعليم الذي يركز على تحليل وثائق المصدر الأولية. وبعد ستة أشهر، تحسن الطلاب في الفصول الدراسية التجريبية في التفكير التاريخي وكذلك فهم القراءة مقارنة بالطلاب في الفصول الدراسية العادية.
تسمى أحيانًا مهارات التفكير التاريخي، ويتم وصف مهارات التفكير التاريخي بشكل متكرر على النقيض من محتوى التاريخ مثل الأسماء والتواريخ والأماكن. غالبًا ما يُساء تفسير هذا العرض الثنائي باعتباره ادعاءً بتفوق أحد أشكال المعرفة على الآخر. في الواقع، يتم التمييز بشكل عام للتأكيد على أهمية تطوير مهارات التفكير التي يمكن تطبيقها عندما يواجه الأفراد أي محتوى تاريخي. يتفق معظم المعلمين على أن محتوى التاريخ - أو الحقائق حول الماضي - ومهارات التفكير التاريخي معًا يمكّن الطلاب من تفسير المعلومات المتعلقة بالأحداث الماضية وتحليلها واستخدامها. ومن خلال القيام بذلك، سيدرك الطلاب مدى تعقيد التاريخ بكل القطع ووجهات النظر التي لا يمكن التقاطها من خلال رواية واحدة. علاوة على ذلك، كما وصفها ميلز كيلي، فإن خصائص التفكير التاريخي تطور مهارات تحديد المصادر، والقدرة على بناء الحجة ودعمها، و"القدرة على تقديم الماضي بطرق واضحة، سواء بالكتابة أو في وسائل الإعلام الأخرى". تقول أن ما يمكن أن يقال، ولا تقول ما لا يمكن قوله."
المعايير الأمريكية للتفكير التاريخي في المدارس
في الولايات المتحدة، قام المركز الوطني للتاريخ في المدارس بجامعة كاليفورنيا في لوس أنجلوس بتطوير معايير التاريخ التي تتضمن معايير لكل من المحتوى في تاريخ الولايات المتحدة والعالم ومهارات التفكير التاريخي في الصفوف من رياض الأطفال إلى الصف الرابع والخامس إلى الصف الثاني عشر. وفي كلتا هاتين الفئتين العمريتين، يحدد المركز التفكير التاريخي في خمسة أجزاء:
1. التفكير الزمني
2. الفهم التاريخي
3. التحليل والتفسير التاريخي
4. قدرات البحث التاريخي
5. القضايا التاريخية - التحليل وصنع القرار

وكجزء من جهد التقييم الوطني المسمى "بطاقة تقرير الأمة"، قامت وزارة التعليم الأمريكية أيضًا بتطوير معايير لتحصيل الطلاب في تاريخ الولايات المتحدة. يقسم عنوانهم تعلم التاريخ إلى ثلاثة أبعاد أساسية: الموضوعات التاريخية الرئيسية، والفترات الزمنية، وطرق معرفة التاريخ والتفكير فيه. وينقسم البعد الثالث إلى قسمين: المعرفة والمنظور التاريخي، والتحليل والتفسير التاريخي.
دور كتب التاريخ المدرسية في تعلم التفكير تاريخيا
تجذب كتب التاريخ المدرسية الكثير من الاهتمام من معلمي التاريخ والباحثين التربويين. يعد استخدام الكتب المدرسية عالميًا تقريبًا في دورات التاريخ والحكومة وغيرها من دورات الدراسات الاجتماعية في المرحلتين الابتدائية والثانوية في الولايات المتحدة؛ ومع ذلك، فإن دور الكتب المدرسية لا يزال مثيرا للجدل.
تراوحت الحجج ضد الاعتماد على الكتب المدرسية من إيديولوجية إلى عملية. في حين يتم تقديم الكتب المدرسية في كثير من الأحيان على أنها الحقيقة الموضوعية، إلا أنها نسخ مختارة من الماضي المبني.
إن إنشاء ومراجعة الكتب المدرسية يمكن أن يكون عملية سياسية لا تنتهي أبدا، حيث تتقاتل مجموعات عديدة حول نسخة من التاريخ يعتقدون أنه ينبغي تقديمها على أنها الحقيقة لأطفال المدارس. على سبيل المثال، لم تتضمن كتب التاريخ المدرسية في تكساس العبودية كسبب رئيسي للحرب الأهلية حتى عام 2018، على الرغم من أن العبودية كانت مفهومة منذ فترة طويلة على أنها جوهر الحرب الأهلية. ويستمر النقاش - فلا تزال شبكة حرية تكساس تعتقد أن المنهج المنقح "لا يرسم صورة كاملة لحركات الحقوق المدنية في الولايات المتحدة"، من بين إخفاقات أخرى. يمكن رؤية العملية الذاتية لاختيار الروايات لإدراجها في كتاب التاريخ المدرسي في تعليق مارتي رولي (عضو جمهوري في مجلس التعليم) على الجدل الدائر حول الكتب المدرسية في تكساس: "التعليم العام هو بطبيعته عام... مهمتنا هي التأكد من أن المعايير تعكس ما يريد سكان تكساس أن يتعلموه لأطفالهم."
وقد تم اقتراح التفكير التاريخي كوسيلة لتجنب تقديم رواية واحدة فقط على أنها الحقيقة. ردًا على الجدل الدائر حول الكتب المدرسية في تكساس، قال فريتز فيشر، رئيس قسم التاريخ بجامعة شمال كولورادو، إن العديد من هذه المشكلات يمكن حلها إذا أعطى مجلس إدارة المدرسة الأولوية لإتاحة الوثائق الأولية للطلاب، بدلاً من اتخاذ قرار بشأنها. ما هي نسخة الأحداث التي يجب تدريسها."
لا يزال نقاد آخرون يعتقدون أن استخدام الكتب المدرسية يقوض عملية تعلم التاريخ من خلال التضحية بمهارات التفكير من أجل المحتوى - حيث تسمح الكتب المدرسية للمعلمين بتغطية كميات هائلة من الأسماء والتواريخ والأماكن بينما تشجع الطلاب على الحفظ ببساطة بدلاً من السؤال أو التحليل. على سبيل المثال، يقول سام واينبيرج: "إن تدريس التاريخ التقليدي يشكل شكلاً من أشكال المعلومات، وليس شكلاً من أشكال المعرفة. قد يتقن الطلاب رواية متفق عليها، لكنهم يفتقرون إلى أي طريقة لتقييمها، أو لتحديد ما إذا كانت، أو أي رواية أخرى، مقنعة أو حقيقية" (41).
يعترف معظم نقاد الكتب المدرسية بأن الكتب المدرسية هي أداة ضرورية في تعليم التاريخ. تشير الحجج المؤيدة للمناهج الدراسية القائمة على الكتب المدرسية إلى أن معلمي التاريخ يحتاجون إلى موارد لدعم النطاق الواسع من المواضيع التي يتم تناولها في فصول التاريخ النموذجية. يمكن للكتب المدرسية المصممة جيدًا أن توفر أساسًا يمكن للمعلمين المغامرين أن يبنوا عليه أنشطة صفية أخرى.
نماذج تدريس التفكير التاريخي
تم تطوير نماذج التفكير التاريخي لإعداد المعلمين بشكل أفضل لتسهيل معرفة القراءة والكتابة بالتفكير التاريخي لدى الطلاب.
معايير التفكير التاريخي
يحدد بيتر سيكساس، الأستاذ الفخري من جامعة كولومبيا البريطانية ومنشئ مشروع التفكير التاريخي، ستة معايير لمحو الأمية في التفكير التاريخي لدى الطلاب. تركز المعايير على تطوير المهارات اللازمة للطلاب لإنشاء حساب للماضي باستخدام وثائق وروايات المصدر الأساسي، أو ما يسميه Seixas "آثار" و"حسابات". على الرغم من أن هذه المعايير توفر نموذجًا لتطوير المعرفة التاريخية، إلا أن سيكساس يذكر أنه لا يمكن تطبيق المفاهيم إلا من خلال تعلم محتوى جوهري عن الماضي.
- إنشاء الأهمية التاريخية هو القدرة على تحديد الأحداث والقضايا والاتجاهات ذات الأهمية التاريخية وكيفية ربطها.[1] ستختلف الأهمية التاريخية بمرور الوقت ومن مجموعة إلى أخرى، مما يسمح باختلاف المعايير في تحديد ما سيتم دراسته (على سبيل المثال، سيدرس الكنديون التاريخ الكندي بسبب الروابط الوطنية).[8][9]
- استخدام المصادر الأولية كدليل هو القدرة على تحديد واختيار وفهم وتوفير السياق للماضي باستخدام المصادر الأولية. سيعتمد هذا النهج في قراءة المصدر على نوع المصدر المستخدم ونوع المعلومات التي يحاول المستخدم العثور عليها (على سبيل المثال القراءة في كتاب للحصول على معلومات واقعية)[8]
- تحديد الاستمرارية هو القدرة على فهم كيفية تغير المشكلات أو بقائها على حالها بمرور الوقت وتحديد التغيير على أنه تقدم أو تراجع.[1] إن وضع الأحداث التاريخية في ترتيب زمني هو وسيلة لتحديد الاستمرارية، كما أن القدرة على تجميع الأحداث في فترات محددة تساعد على فهم ترابطها بشكل أفضل.[8]
- تحليل الحالة والعواقب هو القدرة على التعرف على كيفية قيام البشر بإحداث التغيير الذي يؤثر على القضايا الاجتماعية والسياسية والطبيعية الحالية (مثل الجغرافيا). لاحظ سيكساس وبيك أن هذا المعيار يتطلب فهم الأسباب أو الظروف التي تشمل "... الأيديولوجيات والمؤسسات والظروف طويلة المدى، والدوافع والإجراءات والأحداث قصيرة المدى" التي تؤدي إلى عواقب معينة في التاريخ وتؤثر على الحاضر.[10]
- إن اتخاذ منظور تاريخي هو القدرة على فهم وجهات النظر الاجتماعية والثقافية والفكرية والعاطفية المختلفة التي شكلت تجارب وأفعال الناس من الماضي.
- إن فهم البعد الأخلاقي للتاريخ هو القدرة على التعرف على القضايا الأخلاقية اليوم من خلال دراسة الماضي. هذه خطوة مهمة في محو الأمية التاريخية لأنها تتطلب الاحتفاظ بالأحكام الأخلاقية الحالية لفهم أفعال الماضي دون الموافقة على تلك الأفعال.[1]

استراتيجية SCIM-C
تركز استراتيجية SCIM-C للتفكير التاريخي، التي أنشأها ديفيد هيكس، وبيتر إي. دوليتل، وإي. توماس إوينج، على تطوير ممارسات التنظيم الذاتي عند الانخراط في تحليل المصادر الأولية. تركز استراتيجية SCIM-C على تطوير السؤال التاريخي الذي يجب الإجابة عليه عند تحليل المصادر الأولية. توفر هذه الإستراتيجية دعامة للطلاب أثناء قيامهم ببناء ممارسات بحث وتحليل أكثر تعقيدًا تم تحديدها في "مرحلة التخرج". تعتمد مرحلة التخرج في نموذج SCIM-C على قيام الطلاب بتحليل عدد من الوثائق التاريخية وبناء بعض المعرفة التاريخية حول الوقت أو الحدث أو القضية التي تتم دراستها.
- التلخيص هو عملية البحث عن المعلومات باستخدام المصدر الأساسي. يمكن أن تتضمن هذه المعلومات نوع المصدر (مثل نص أو صورة فوتوغرافية) والمنشئ والموضوع وتاريخ إنشائه ورأي المؤلف أو وجهة نظره.[2][11]
- إن وضع السياق هو عملية تحديد متى وفي أي سياق تم إنشاء المصدر الأساسي. ومن خلال وضع المصدر الأساسي في السياق، يمكن بسهولة التعامل مع المصدر كوثيقة تاريخية منفصلة عن الأخلاق والأخلاق والقيم المعاصرة.[2][11]
- الاستدلال هو القدرة على استخدام المعلومات التي تم جمعها أثناء تلخيص المصدر ووضعه في سياقه لتطوير فهم أكبر للنص الفرعي للمصدر الأساسي. تعتمد هذه المرحلة على إمكانية طرح الأسئلة التي تتطلب الاستدلال على ما لم يرد في المصدر مباشرة.[2][11]
- المراقبة (مرحلة التتويج) هي القدرة على تحديد الافتراضات الأولية التي ربما كانت جزءًا من السؤال التاريخي المطروح. تتطلب هذه المرحلة تحليل السؤال الأصلي وما إذا كانت المعلومات التاريخية الموجودة قد أجابت على هذا السؤال أو ما إذا كان هناك حاجة إلى النظر في المزيد من الأسئلة.[2][11]
- التأييد هو المرحلة النهائية التي لا يمكن أن تحدث إلا بعد تحليل العديد من الوثائق التاريخية. تتضمن هذه المرحلة مقارنة الأدلة من عدد من المصادر. تتضمن هذه المقارنة البحث عن أوجه التشابه والاختلاف في وجهات النظر والفجوات في المعلومات والتناقضات.[2][11]

موارد
- كوبرين، ديفيد. ما وراء الكتاب المدرسي: تدريس التاريخ باستخدام المصادر الأولية. بورتسموث، نيو هامبشاير: هاينمان، 1996.
- ليش، بروس. "لماذا لا تخبرنا بالإجابة؟" تدريس التفكير التاريخي في الصفوف 7-12. "بورتسموث، ستينهاوس، 2011.
- لوين، جيمس. الأكاذيب التي قالها لي معلمي: كل شيء أخطأ في كتاب التاريخ الأمريكي الخاص بك . نيويورك: تاتشستون، 1995.
- المركز الوطني لإحصاءات التعليم. التقييم الوطني للتقدم التعليمي: بطاقة تقرير الأمة . 2003. (تم الوصول إليه آخر مرة في 29 يونيو 2004).
- المركز الوطني للتاريخ في المدارس. المعايير الوطنية للتاريخ. 1996. (تم الوصول إليه آخر مرة في 14 فبراير 2011).
- Stearns، P ،Seixas، P ،Wineburg ،S (Eds.). معرفة التاريخ والتدريس والتعلم: وجهات نظر وطنية ودولية. نيويورك: مطبعة جامعة نيويورك، 2000.
- واينبورج، سام. التفكير التاريخي والأفعال غير الطبيعية الأخرى . فيلادلفيا، بنسلفانيا: مطبعة جامعة تمبل، 2001.
- واينبورج، سام، مارتن، ديزي، مونتي سانو، تشونسي. القراءة مثل المؤرخ: تدريس محو الأمية في الفصول الدراسية في المدارس المتوسطة والثانوية نيويورك: مطبعة كلية المعلمين، 2012.
- مركز تبادل تعليم التاريخ الوطني.